# La Unión (Chile)
Koordinaten: 40° 18′ S, 73° 5′ W

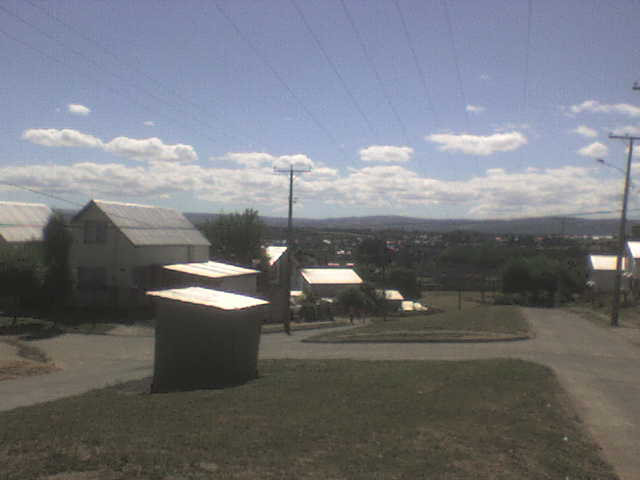
La Unión (Chile)

La Unión (span. ‚Die Vereinigung‘) ist eine chilenische Stadt in der XIV. Región de Los Ríos und die Hauptstadt einer ihrer beiden Provinzen, der Provinz Ranco. Sie liegt 40 km nördlich der Stadt Osorno und 80 km südöstlich der Regionshauptstadt Valdivia. In der Gemeinde, mit einer Fläche von 2136,7 km², leben 39.447 Einwohner, davon 25.615 im eigentlichen Stadtgebiet (nach den Daten der Volkszählung 2002). Der Name  ergibt sich aus den geographischen Gegebenheiten des Gebietes mit der Mündung der Flüsse Llollelhue und Radimadi in den Río Bueno.

## Geschichte

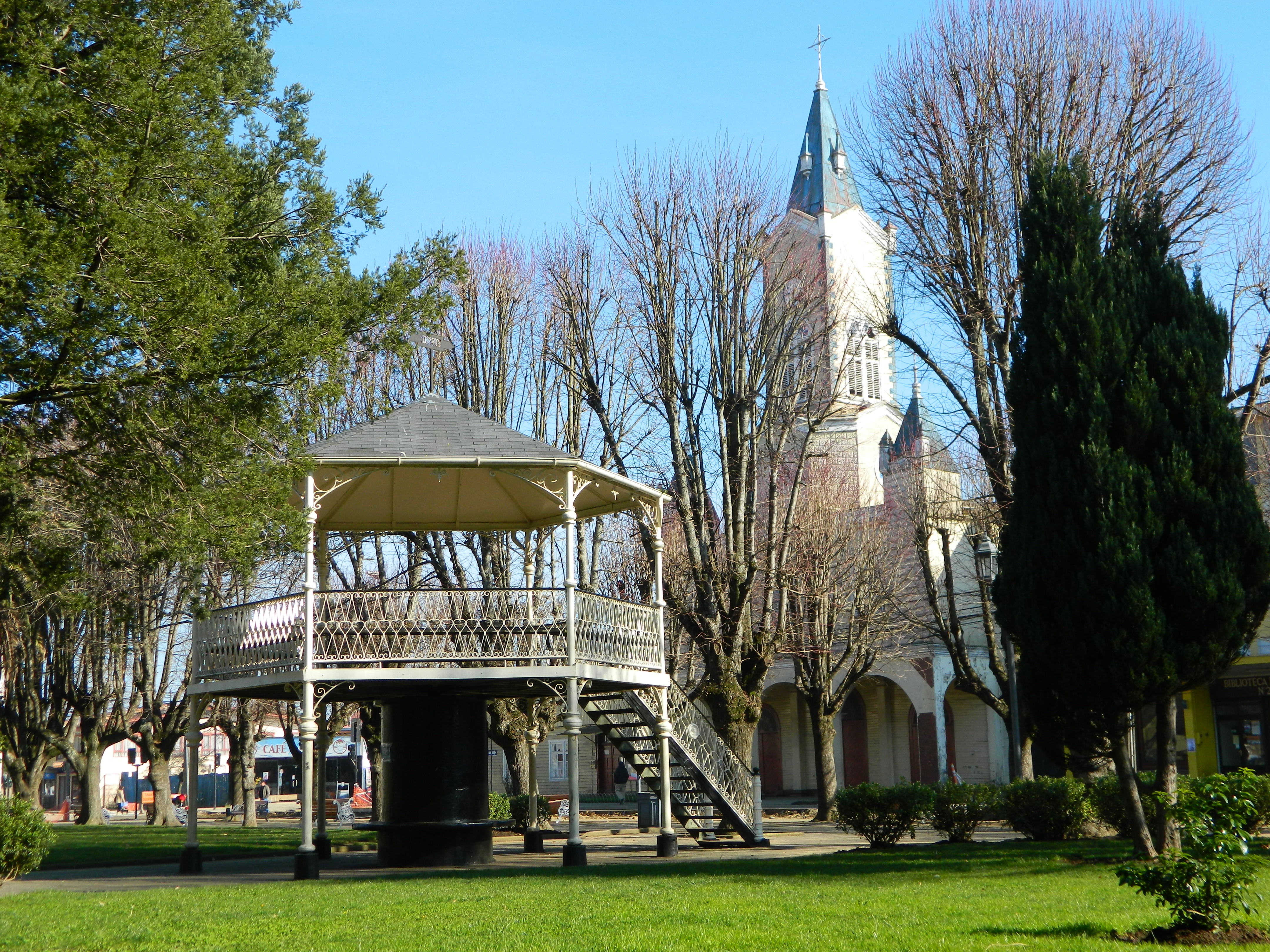
Römisch-katholische Kirche von La Unión

La Unión wurde während der Regierung Bernardo O’Higgins gegründet. Die Stadt wurde als landwirtschaftliches Zentrum El Llano oder Los Llanos im Norden der Stadt Río Bueno geplant, auch wenn sie einige Kilometer weiter südlich platziert wurde. La Unión war/ist bekannt für seine ehemaligen Brauereien, Mühlwerke (Molinos Grob, Hoppe, Zarges), Gerbereien, Milchproduktion und -verarbeitung (Colún) sowie Leinenindustrie (Linos La Unión). Die Bank von Osorno und La Unión (später Bancosorno, bevor sie letztlich von der chilenischen Tochtergesellschaft der Banco Santander übernommen wurde) war Zeugnis einer Zeit des Wohlstands, von der man nun nicht mehr sprechen kann. 
Man findet immer noch architektonische Spuren der deutschen Siedler, welche sich in La Unión und Umgebung niedergelassen haben. Seit der Jahrtausendwende herrscht ein leichter Zuzug von deutschsprachigen Aussiedlern aus Deutschland, Österreich und der Schweiz, hauptsächlich in umliegende Gemeinden der Stadt. Sie widmen sich vermehrt dem Tourismus und der Erzeugung von höherpreisigen Nahrungsmitteln wie Schinken, geräucherter Lachs und biologisch hergestellte Brotaufstriche. In der Stadt selbst hat 2014 eine Bäckerei eröffnet, die deutsche Backwaren anbietet.
Im Zuge der Neuschaffung der XIV. Región de los Ríos wurde La Unión Hauptstadt der neuentstandenen Provinz Ranco, welche die Kommunen La Unión, Futrono, Lago Ranco und Río Bueno umfasst. Durch das große Potenzial in der Land- und Forstwirtschaft ist La Unión nun die das wichtigste agroindustrielle Zentrum der Region.

## Tourismus
Die Stadtverwaltung von La Unión veranstaltet seit fünf Jahren das Festival del Alerce Milenario de La Unión (Festival der tausendjährigen Lärche), welches Autoren, Komponisten und Interpreten zur Schaffung und Verbreitung nationaler folkloristischer Musik anregen soll. Außerdem bietet die Stadt und ihre Umgebung verschiedene touristische Möglichkeiten. Dabei ist zu erwähnen, dass sich die Stadt in der Nähe des Lago Ranco befindet, umgeben von schönen Landschaften (die Küstenkordillere) und Badeorten (z. B. der 80 km entfernte Pazifikstrand Hueicolla oder die Strände am Lago Ranco).